# Hans-Peter Wild

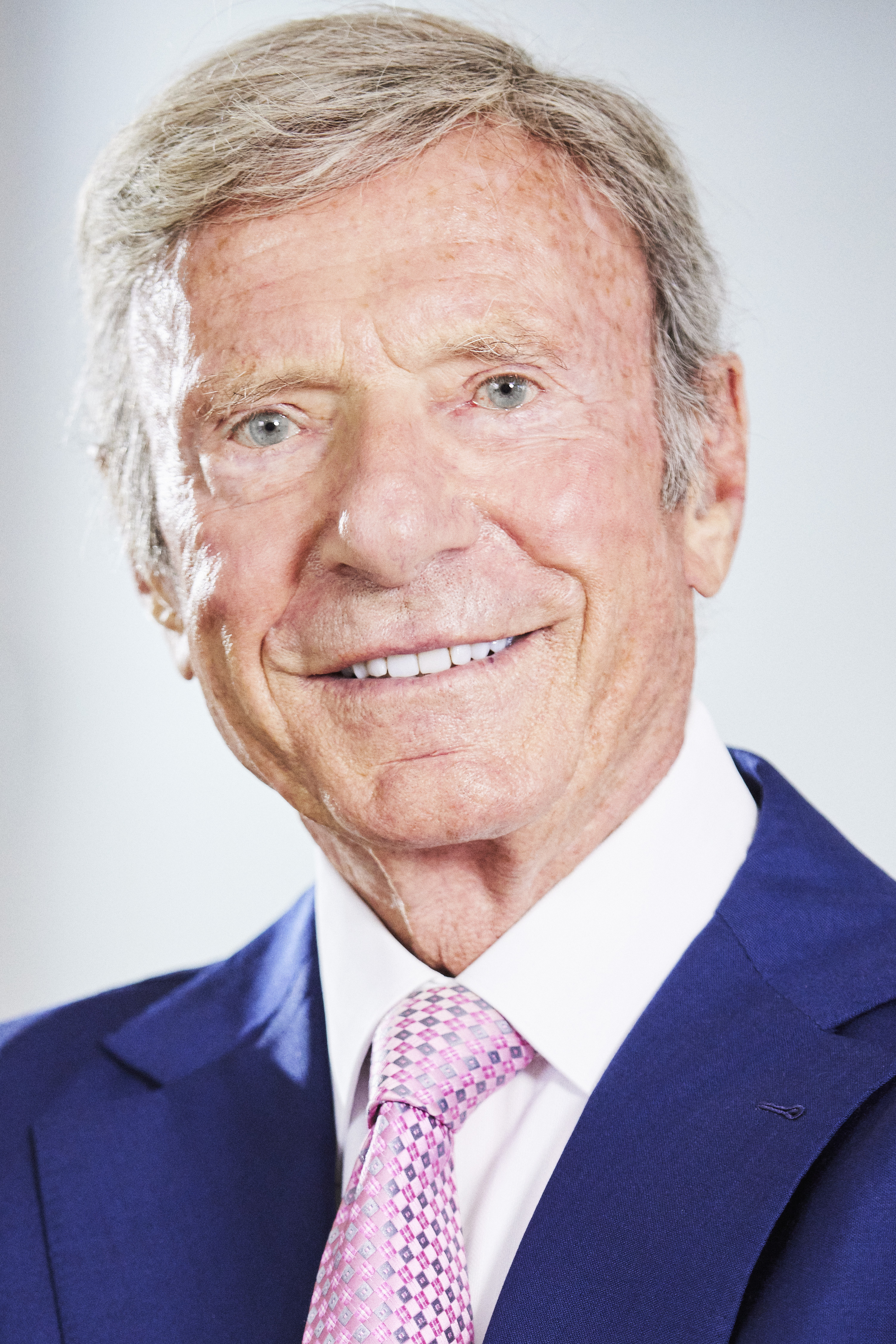
Hans-Peter Wild (2023)

Hans-Peter Wild (* 16. Juni 1941 in Eppelheim) ist ein aus Deutschland stammender Schweizer Unternehmer, Jurist und Mäzen. Er ist Präsident des Verwaltungsrates des Getränkeherstellers Capri-Sun mit Sitz in Baar. Bis 2014 hielt er die Mehrheit an dem Aromenhersteller Wild. Seit 2019 ist er darüber hinaus Präsident des in Paris ansässigen und international erfolgreichen Rugby-Clubs SASP Stade Français.

## Kindheit, Schule, Studium
Wild wurde im badischen Eppelheim bei Heidelberg geboren. Er wuchs in der Kurpfalz als Sohn des Unternehmerpaares Rudolf und Leonie Wild auf. Sein Bruder ist Rainer Wild.
Er besuchte die Volksschule in Eppelheim. Danach wechselte Wild auf das private Gymnasium am Englischen Institut in Heidelberg, wo er die vorletzte Klassenstufe wiederholen musste. Nach dem Abitur begann er an der University of Cambridge und in Bristol zu studieren und vermied es so, zum Wehrdienst eingezogen zu werden. Zurück in Deutschland, studierte er zunächst Rechtswissenschaft; zwei Semester an der Ludwig-Maximilians-Universität in München, ein Semester in Tübingen und dann weiter an der Universität Heidelberg und legte sein Referendarexamen als Jurist mit Prädikat ab. An der Universität Mannheim schloss er ein Studium der Betriebswirtschaftslehre mit den Schwerpunkten Steuerrecht und Wirtschaftsprüfung als Diplom-Kaufmann ab. Daneben verbrachte er Studienzeiten in Montpellier und an der Pariser Sorbonne, bevor er im Jahr 1968 an der Juristischen Fakultät der Universität Mannheim bei Konrad Duden über Das marktbeherrschende Unternehmen im französischen Recht zum Dr. iur. promovierte.

## Unternehmerische Tätigkeit
Im Anschluss an seine Ausbildung arbeitete Wild ab 1969 als Assistent der Geschäftsleitung bei dem Bremer Familienunternehmen Diersch & Schröder (heute: Actega) und verantwortete dort ab 1970 vier Jahre lang als Geschäftsführer die Bereiche Mineralöl, Chemie und Reederei.
Auf Wunsch des Vaters kehrte er aus Bremen zurück. Der Einstieg in das elterliche Unternehmen Wild erfolgte 1974. In der Folge trieb er kontinuierlich die internationale Expansion des Unternehmens im Aromenbereich und der Marke Capri-Sonne voran. Für die Getränkemarke verpflichtete er 1979 Boxweltmeister Muhammad Ali als Werbeträger und machte damit das ursprünglich deutsche Unternehmen zu einem weltweit tätigen Konzern.
In Vorbereitung auf einen möglichen Börsengang der Aromensparte verkaufte Wild 2010 einen Minderheitsanteil von 35 % an der Rudolf Wild GmbH & Co. KG an den Finanzinvestor Kohlberg Kravis Roberts & Co. (KKR). Mit Wirkung zum Jahresende 2014 verkauften Wild und KKR die inzwischen schweizerische Muttergesellschaft Wild Flavors GmbH und den in Nauen ansässigen deutschen Hersteller von Fruchtzubereitungen Wild Dairy Ingredients GmbH an den US-Konzern Archer Daniels Midland (ADM) für 2,3 Milliarden Euro. Für seinen Anteil von 65 Prozent des Kapitals erhielt Hans-Peter Wild rund 1,4 Milliarden Euro. Davon ausgenommen waren die unmittelbaren Tochtergesellschaften der Capri-Sun AG sowie das in Eppelheim ansässige Unternehmen Pouch Partners AG, das die Getränkeverpackungen für Capri-Sun herstellt. 2023 wurde Pouch Partners Srl Italy, die italienische Tochtergesellschaft der Pouch Partners AG, von dem kanadischen Verpackungshersteller CCL Industries übernommen. Der Kaufpreis betrug 30 Mio. Euro für das ca. 72 Mio. Euro umsetzende Unternehmen. Die Firmierung wurde in CCL Specialty Pouches geändert.
Über das Family Office bei der Wild Group Management AG in Zug steuert Wild zahlreiche weitere direkte Unternehmensbeteiligungen in den Bereichen Biotechnologie und disruptive Technologien sowie seine Vermögensverwaltung. Neben seinen Industriebeteiligungen, wie das Maschinenbau-Unternehmen Indag (seit 2017 Teil der Pouch Partners GmbH), ist Wild seit 2005 bzw. 2015 auch Eigentümer der beiden Salzburger Luxushotels Schloss Mönchstein und Goldener Hirsch.
2020 investierte er 67 Millionen Pfund in eine Firma, die einen kommerziellen Kernfusionsreaktor mit der britischen Firma Tokamak Energy herstellen möchte. Daneben ist er Mitinvestor am Wiener Software-Unternehmen TTTech, dem Hersteller des Echtzeitbetriebssystems TTP-OS.

## Engagement

### Sport
2006 entwickelte sich zwischen den Sportfreunden und Golfpartnern Hans-Peter Wild und Dietmar Hopp ein öffentlich ausgetragener Disput über die Nutzung eines landwirtschaftlich genutzten Areals auf Heidelberger Gemarkung östlich der Autobahn 5, das Wild zur Werkserweiterung und zur Errichtung eines Freizeitparks rund um die Themen Natur und Sport nutzen wollte, während Hopp dort den Bau eines Bundesliga-tauglichen Fußballstadions ins Auge fasste. Im Ergebnis wurde ab 2007 die spätere Rhein-Neckar-Arena als Heimspielstätte der TSG 1899 Hoffenheim statt in Heidelberg im 35 km entfernten Sinsheim gebaut. Die Pläne von Wild wurden nicht verwirklicht. Nachdem der SAP-Vorstand Claus E. Heinrich seinen Beiratsposten bei Wild aufgegeben hatte, wurde die betriebswirtschaftliche Software bei Wild umgestellt. Das Unternehmen wechselte von SAP zu Oracle-Anwendungen, da es befürchtete, dass die SAP-Unterstützung nach Heinrichs Weggang nicht wie gewohnt fortgesetzt werden würde.
2007 gründete er die gemeinnützige Stiftung Wild Rugby Academy mit dem Ziel, den deutschen Rugby-Sport auf ein Weltklasseniveau zu heben. Neben der breitensportlichen Jugendförderung stand die Unterstützung der deutschen Rugby-Nationalmannschaften im Fokus. Sportlich gelang es ihm, den über die Wild Rugby Academy geförderte Nationalkader der Herren im klassischen 15er-Rugby bis kurz vor die Qualifikation zur Teilnahme an der Rugby-Weltmeisterschaft zu bringen. Die Zusammenarbeit mit dem Deutschen Rugby-Verband (DRV) ließ er jedoch 2017 auslaufen, weil ihm die finanziellen Verhältnisse des DRV als zu instabil sowie intransparent und die Verbandsstrukturen als zu unprofessionell erschienen, um auf internationaler Ebene erfolgreich mithalten zu können.
2017 erwarb er vom französischen Unternehmer Thomas Savare die Anteile am französischen Erstliga-Rugby-Club Stade Français Paris, dem er seit 2019 als Président du Conseil d’Administration vorsteht.
Wild fördert zudem die Olympiateams des Olympia-Stützpunkts Rhein-Neckar (OSP).
Daneben war er in seiner Jugend begeisterter Turnierreiter und stiftet noch heute Preise für die Reitturniere des RV Eppelheim.

### Soziales und Kultur
Wild ist Präsident der Leonie Wild-Stiftung, die er 1997 zusammen mit seiner Mutter ins Leben rief. Die Stiftung setzt sich insbesondere in Eppelheim und in der Rhein-Neckar-Region für bedürftige Mitbürger sowie soziale und kulturelle Projekte ein.
2016 spendete Wild 16,5 Millionen US$ an die Marine Corps Scholarship Foundation als Dank für den Einsatz des US-Militärs während des Zweiten Weltkrieges und als Anerkennung für die Befreiung der Deutschen von den Nationalsozialisten.
Wild ist Mäzen der Astona Summer Music Academy im schweizerischen Salmsach, welche jährlich hochtalentierten jungen Musikern aus verschiedenen Ländern die Möglichkeit bietet, unter Anleitung renommierter Lehrkräfte zusammen zu musizieren und sich dabei in ihrem Instrument zu perfektionieren.
Ebenso fördert er die Salzburger Festspiele. 2023 wurde bekannt, dass er am Herbert-von-Karajan-Platz für 12 Millionen Euro den Bau eines neuen Festspielzentrums stiftet. Das ist die bisher größte Zuwendung eines privaten Mäzens in der Geschichte der Festspiele.
Des Weiteren ist er Mitglied des Kuratoriums der Musikstiftung Heidelberg, welche jährlich das internationale Musikfestival Heidelberger Frühling ausrichtet und darüber hinaus die ideelle Patenschaft für junge Nachwuchsmusiker übernimmt.
Im Frühjahr 2023 gab die Stadt Eppelheim bekannt, dass Wild der Stadt eine noch zu bauende Sporthalle mit dem Namen Hans-Peter-Wild-Halle schlüsselfertig schenken wird. Diese soll die in die Jahre gekommene Rhein-Neckar-Halle ersetzen, die dann abgerissen wird.

### Wissenschaft und Medizin
Im Rahmen der Wissenschaftsförderung unterstützt Wild die Universitäten Heidelberg und Mannheim sowie das Universitätsspital Zürich und das Johns Hopkins Hospital in Baltimore. Das 2013 gestartete Human Brain Project der Europäischen Union soll ein Verständnis der Gehirnstrukturen und -funktionen mit Hilfe künstlicher Intelligenz ermöglichen.
Das Heidelberger Stipendienprogramm Wild Talent Scholarship richtet sich an junge Menschen in den MINT-Studienfächern. Zusammen mit der Mannheimer Universitätsstiftung hat Wild ein Programm finanziert, mit dem die Universität Mannheim wissenschaftlichen Nachwuchs anziehen soll.
Im Bereich Intensivmedizin arbeitet das Universitätsspital Zürich an verschiedenen Projekten, welche über Spenden von Wild finanziert werden.
2001 stiftete er außerdem den Wild Chair for Family Business an der privaten Wirtschaftshochschule International Institute for Management Development (IMD) in Lausanne.

## Auszeichnungen
- Wild ist seit 1996 Ehrensenator der Universität Heidelberg.
- 2004 erhielt er den Bayerischen Bierorden. Eine Auszeichnung vom Verband Privater Brauereien in Bayern.
- 2006 verlieh die Stadt Eppelheim ihm für seine unternehmerische Leistung und sein soziales Engagement gegenüber den Mitarbeitern seines Unternehmens sowie den sozialen Einrichtungen in Eppelheim und der Region die Ehrenbürgerwürde.
- Seit 2021 ist er Ehrensenator der Universität Mannheim.
- 2024 erhielt er das Ehrenzeichen des Landes Salzburg für seine Tätigkeiten im Raum Salzburg und seine Spenden für die Salzburger Festspiele.[32]

## Privates
Wild war verheiratet und wohnte mit seinen beiden Kindern lange Jahre am Philosophenweg in Heidelberg. Seine beiden Söhne stiegen später jedoch nicht in das elterliche Unternehmen ein und gründeten eigene Firmen. Nach der Scheidung zog er für kurze Zeit nach Brüssel und dann in die Schweiz, wo er in Lugano, in Basel und dann in Walchwil lebte. Heute lebt Wild mit seiner Lebensgefährtin Christine E. Drage, einer Anwältin, in Zug.
Wild gehört zu den reichsten Einwohnern der Schweiz. Sein Vermögen beläuft sich laut Forbes auf 3,3 Milliarden US-Dollar. Wild wurde im Jahr 2015 Schweizer Staatsbürger und gab den deutschen Pass ab. 2017 gründete er in Liechtenstein zwei Stiftungen auf seinen Namen, die Dr. Hans-Peter Wild Family Foundation und die Hans-Peter-Wild-Stiftung, um sein Lebenswerk fortzuführen. Nach seinem Tod wird sein gesamtes Vermögen, einschließlich des Unternehmens Capri-sun in diese Stiftung übergehen. Wild spricht fließend Englisch und Französisch und sagt von sich, dass er bei seinen Tätigkeiten in hohem Maße intrinsisch motiviert sei.
Er ist im Besitz einer 75 Millionen Euro teuren Luxusyacht, die 2021 in der Karibikinsel St. Martin infolge eines Computerdefekts manövrierunfähig einen Bootsanleger rammte.

## Schriften
- Das marktbeherrschende Unternehmen im französischen Recht. Dissertation, Mannheim 1968, ohne ISBN.[4]
- Capri-Sonne. Die Faszination einer Weltmarke. Frankfurt am Main 2001, ISBN 3-89843-036-7.
- Mr. Capri-Sun – die Autobiographie. München 2022, ISBN 978-3-95972-637-5. Mit einem Vorwort von Rainer Zitelmann.

## Medien
- Julia Friedrichs und Jochen Breyer: Die geheime Welt der Superreichen. Das Milliardenspiel. ZDFzeit, 12. Dezember 2023. Dokumentarfilm mit Porträt Hans-Peter Wilds, online verfügbar